# Muscari racemosum
Muscari racemosum är en sparrisväxtart som beskrevs av Philip Miller. Muscari racemosum ingår i släktet pärlhyacinter, och familjen sparrisväxter. Inga underarter finns listade i Catalogue of Life.